# Лон Пеннок
Леона́рдус Пе́трус Па́улус (Лон) Пе́ннок (нід. Leonardus Petrus Paulus (Lon) Pennock) (22 травня 1945, Гаага — 9 березня  2020, Гаага — нідерландський скульптор, фотограф, художник-монументаліст.

## Життєпис і творчість
Лон Пеннок народився 22 травня 1945 в родині Леонарда Петруса Паулуса Пеннока.
Художню освіту здобував у Королівській академії мистецтв у Гаазі з 1962 по 1967 роки, а згодом на стипендію від французького уряду два роки навчався в Національній вищій школі красних мистецтв (фр. École nationale supérieure des Beaux-Arts) у Парижі. 1969 року він отримав премію Buys van Hultenprijs для молодих скульпторів та заохочувальну премію Якоба Маріса. Дещо пізніше Пеннок поглиблював свою майстерність у Vrije Academie в Гаазі. Через рік він брав участь у Міжнародному симпозіумі з металопластики в Кошицях.
Хоча Лон Пеннок час від часу виставляв картини й колажі, та все ж найповніше він проявив себе й став відомим переважно як скульптор, який створював як малі скульптури для внутрішніх приміщень, так і великі монументальні скульптури для громадських місць. За свою творчість він двічі отримував стипендії від Міністерства культури, відпочинку та соціальної роботи: у 1973 та 1979 роках. Багато його робіт можна побачити в Гаазі, де він народився й довший час працював (приблизно з 1960 до 2005 року), як-от «Дерево», «Баланс», «Людина» та «Перетин».
З другої половини 1980-х років у його творчості можна помітити дедалі більшу свободу щодо матеріалу та композиції. Прості металеві форми, такі як блоки та бруски, розкидані в безладному порядку на великій базовій плиті. Цей метод заснований на «метальних вправах» художника в його майстерні. Він фотографує отримані «випадкові» композиції, щоб потім переставити їх з найбільшою точністю. Такою є «Баланс» — одна з ранніх робіт Пеннока, коли він формулював свої ідеї строго і просто. Зовнішній вигляд визначають дві прямокутні пластини зі сталі: одна пластина стоїть вертикально, а друга — по діагоналі. Конструкція проста та ефективна і мало що залишає для уяви. Образ є характерним для творчості молодих конструктивістів з Гааги, які отримали освіту в 1960-х роках у Королівській академії мистецтв у Гаазі.
У роботі «Дерево» (1972) з неіржавної сталі виявилося стремління скульптора до простоти. Робота «Перетин», виготовлена в 1981 році — це великий блок з листової сталі ніби завис над другим блоком подібної форми. Скульптура просякнута контрастами: важким і легким, формою й контрформою, земним і небесним. Вона стала відправною точкою кількох його наступних робіт.
Пеннок також експериментує з матеріалом скульптур. Шорстка поверхня необроблених блоків зачаровує його. Відшарування поверхні, кольорові плями, зварні шви, іржа та карби від оброблення залишаються видимими й надають його металевим скульптурам поетичного заряду.
Іноді його скульптури скромні й малопомітні, іноді впадають у вічі, претендують на увагу перехожих. Такою є статуя 1973 року «Людина» («L'Homme»), яка спочатку стояла біля входу в приймальне відділення лікарні в Гаазі. Вона складається з двох алюмінієвих форм заввишки 5 метрів, які є дзеркальним відображенням одна іншої. Вони контрастують, але разом становлять образ, який дуже чітко проявляється як єдність протилежностей. Пізніше статуя була перенесена на вхід до сусіднього парку «Флоренс Найтінгейл».
Особливий зв'язок поєднував Пеннока із роботою «Річка» на вулиці Блаак (від старого голландського слова Blaak — «сяюча вода») в Роттердамі, оскільки він протягом багатьох років (з 1979 по 1990 рік) був доцентом і директором Роттердамської академії образотворчого мистецтва (з 1998 року — Академія Віллема де Кунінга), яка розташовувалася на цій вулиці. Через зміну ландшафту міста з його вітринами Пеннок вирішив у співпраці з Центром візуальних мистецтв (CBK) Роттердама у 2014 році пофарбувати скульптуру в золото, що дало їй через тридцять років нове життя.
Пеннок створив десятки скульптур у громадських місцях нідерландських міст, в тому числі й за кордоном — в Кайзерслаутерні, Кошіцях.
Він найбільш відомий своїми геометрично-абстрактними скульптурами. Різноманітні скульптури в громадських місцях підкреслюють його здатність мислити великими просторами, площинами та об'ємами. У його творчості завжди визначальними були сучасні конструктивістські тенденції. 
Згодом він також займався малою пластикою і продовжував виставляти до самого кінця. 
Скульптор був членом Гаазького мистецького товариства.
Лон Пеннок брав участь у багатьох виставках. Його роботи виставлялися як у Гаазі (Pulchri Studio, галерея Mathoom, Муніципальний музей Гааги), так і за кордоном (Фінляндія, Бельгія, Париж, Дюссельдорф, Базель). Цей довгий список виставок продовжувався майже до кінця його життя, аж до виставки 2019 року в галереї Slewe в Амстердамі. Його роботи перебувають у приватних, корпоративних та державних колекціях.
Але не менш важливим, ніж виставки в галереях і музеях, було його мистецтво в публічному просторі. На додаток до своєї творчої роботи Пеннок консультував міські муніципалітети з питань міського планування та розміщення скульптурних об'єктів у громадських місцях так щоб вони гармонізували з найближчим оточенням.
Лона Пеннока високо цінували як викладача, через його вміння передати студентам свої знання, практичні навички скульптора та доброзичливий характер. Він підтримував багато контактів зі світом мистецтва. Багато подорожував, зокрема між своїми студіями в Німеччині та Схевенінгені.
Помер Лон Пеннок після нетривалої хвороби 9 березня 2020 року в Гаазі. Як сучасний скульптор він зробив важливий внесок в історію мистецтва Нідерландів, залишивши після себе великий творчий спадок скульптур і графіки.

## Галерея робіт Лона Пеннока

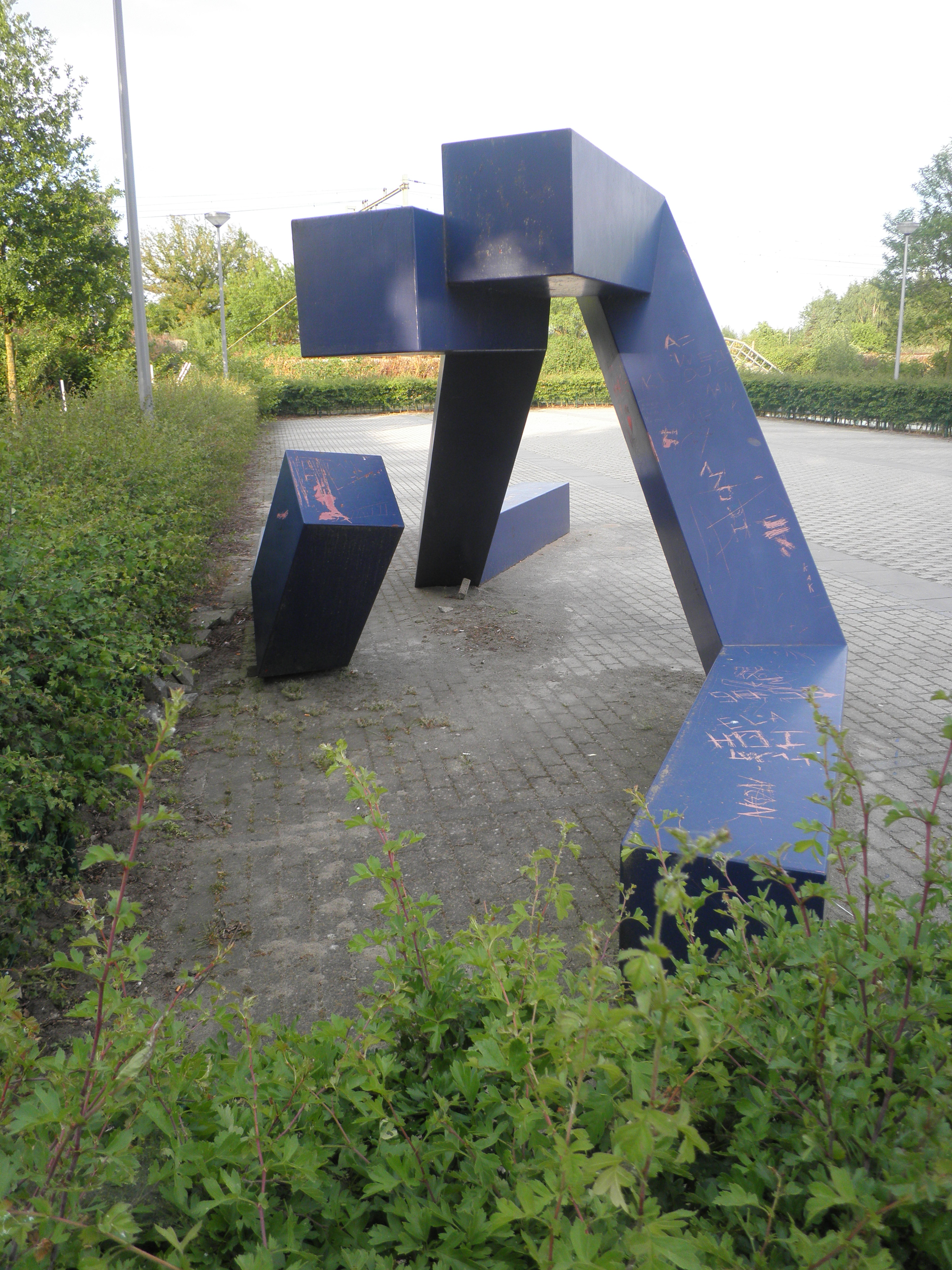
Без назви, (1970), Девентер
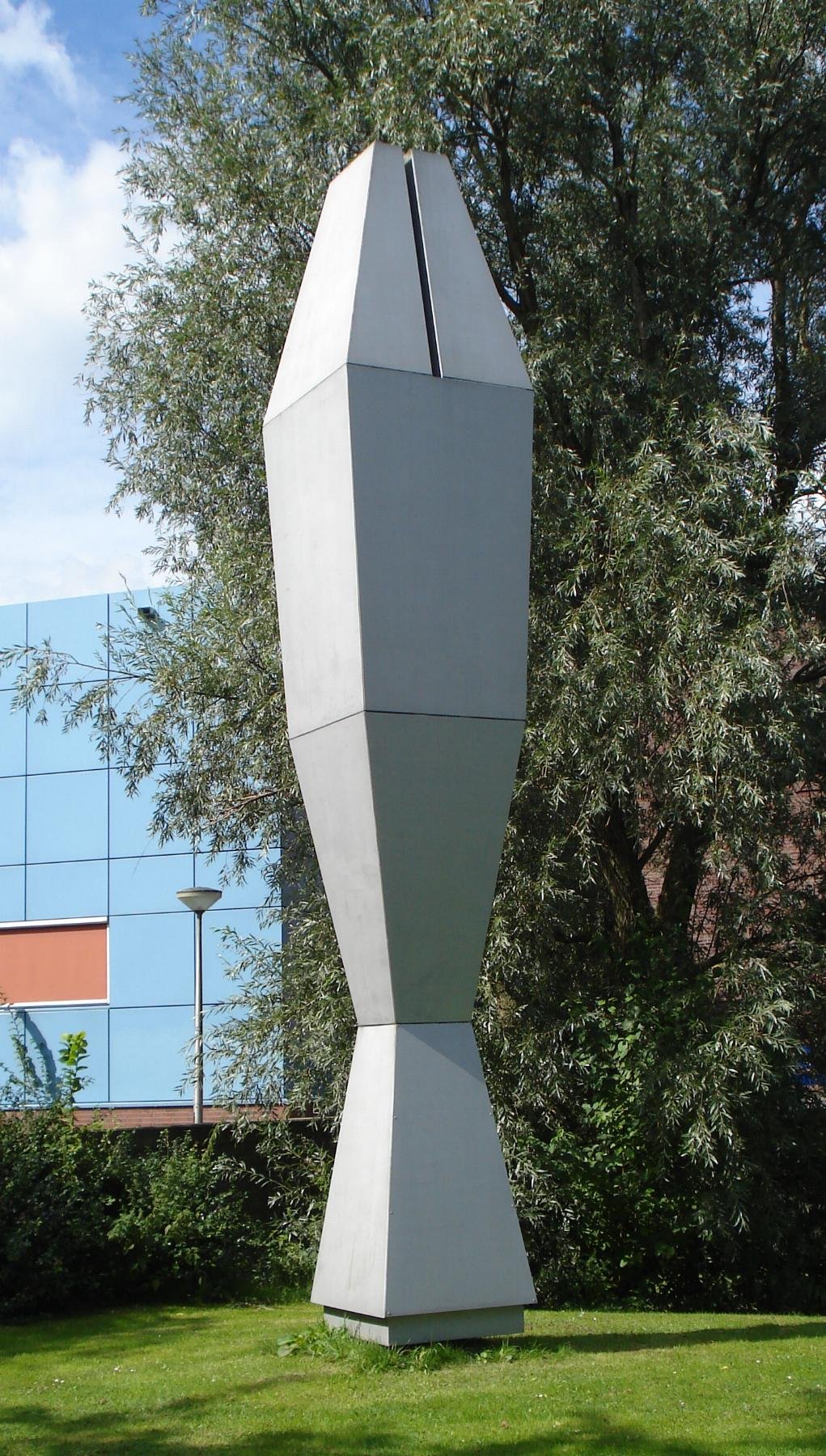
Риба, Зутермер
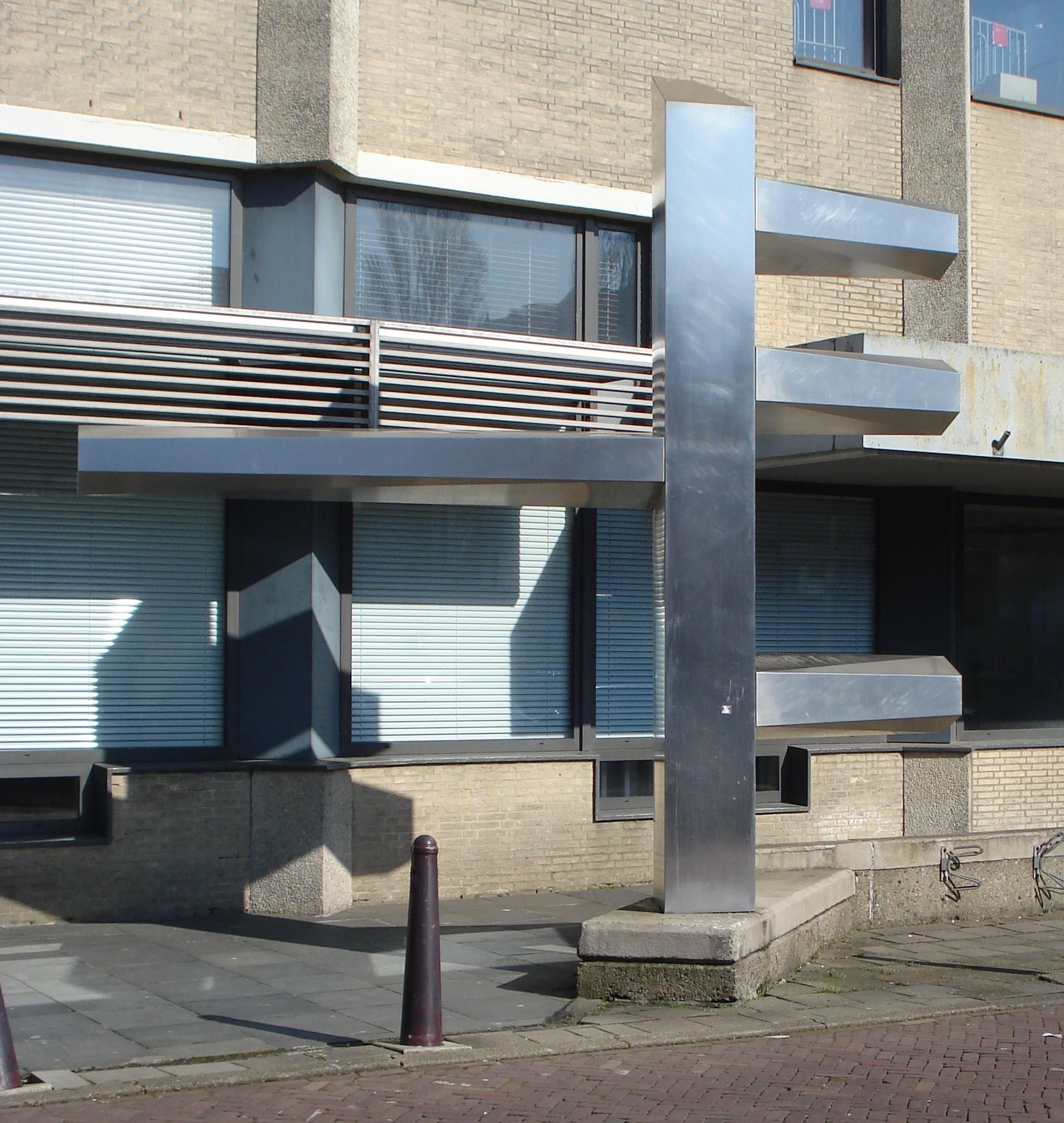
Дерево (1973), Гаага
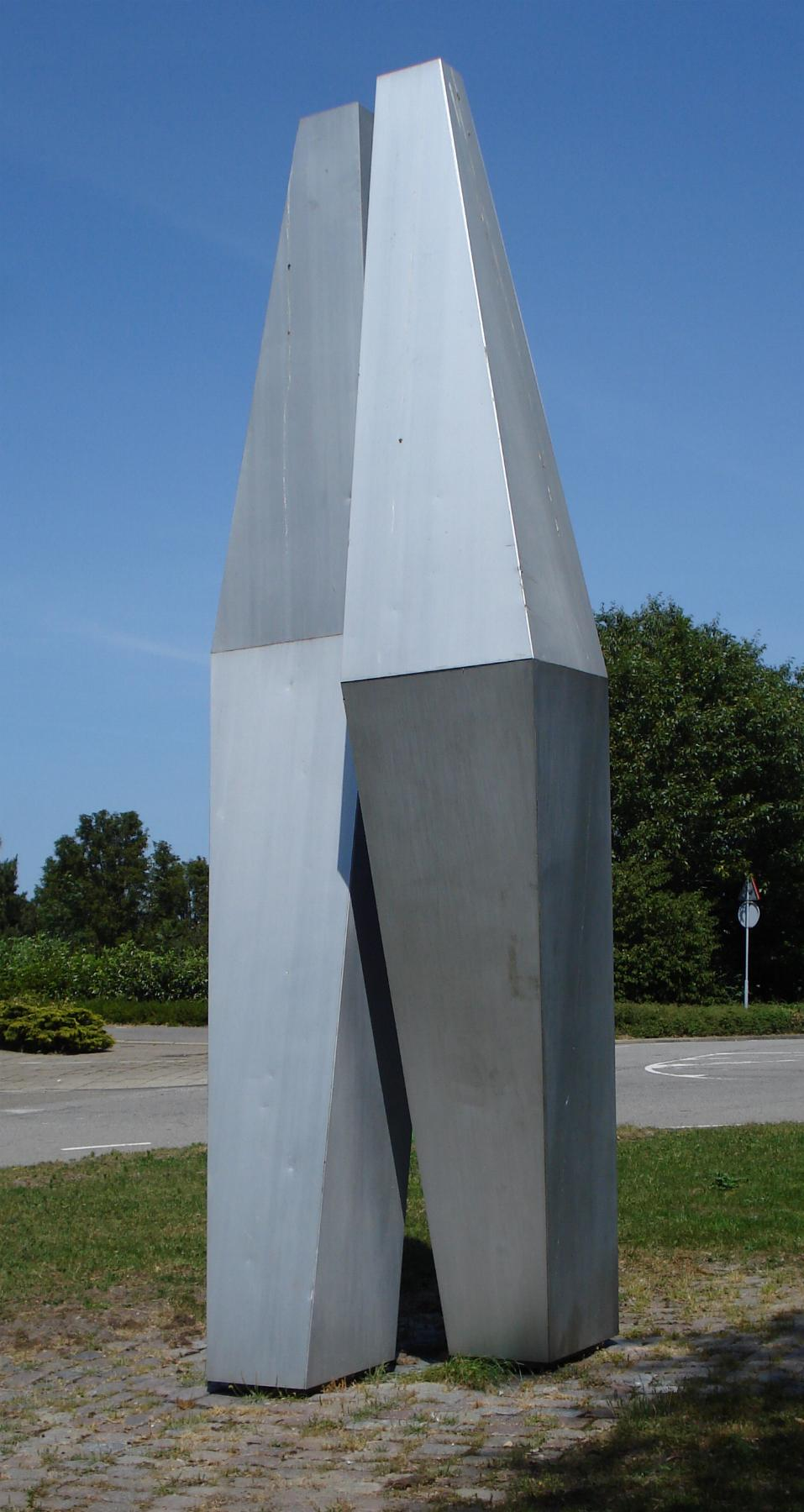
Людина (1973), Гаага
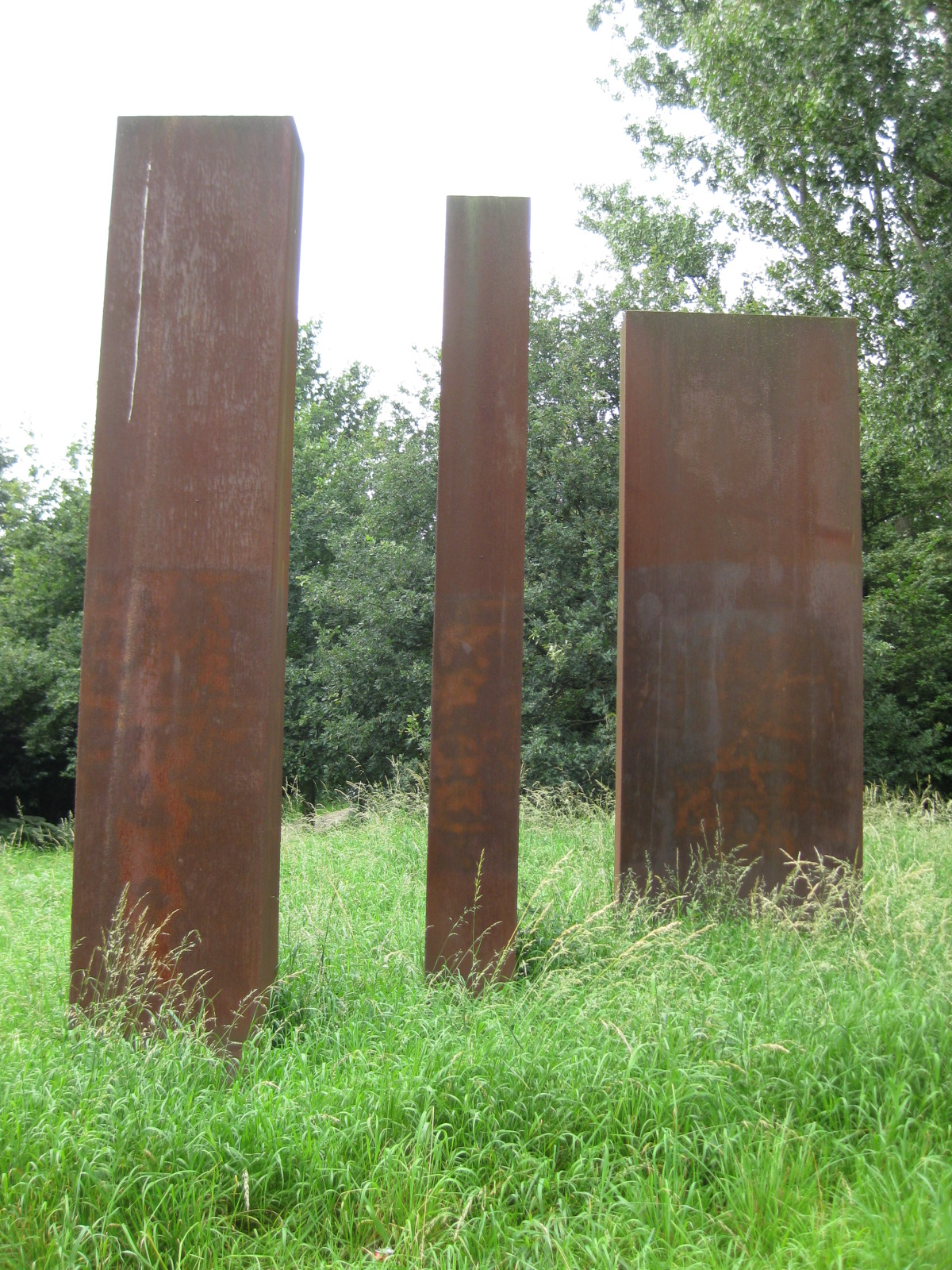
Замок (1975), Амстердам
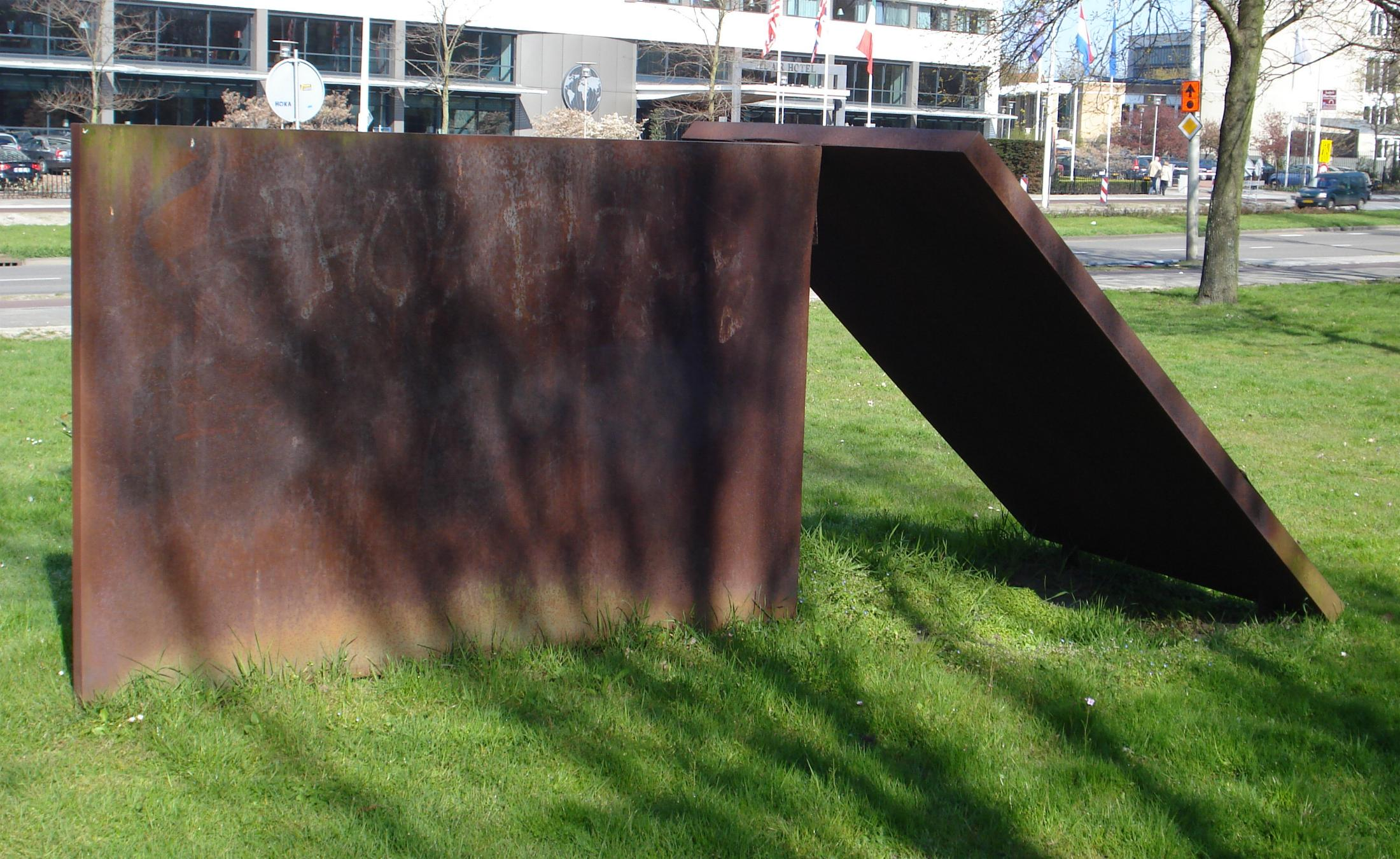
Баланс (1980), Гаага
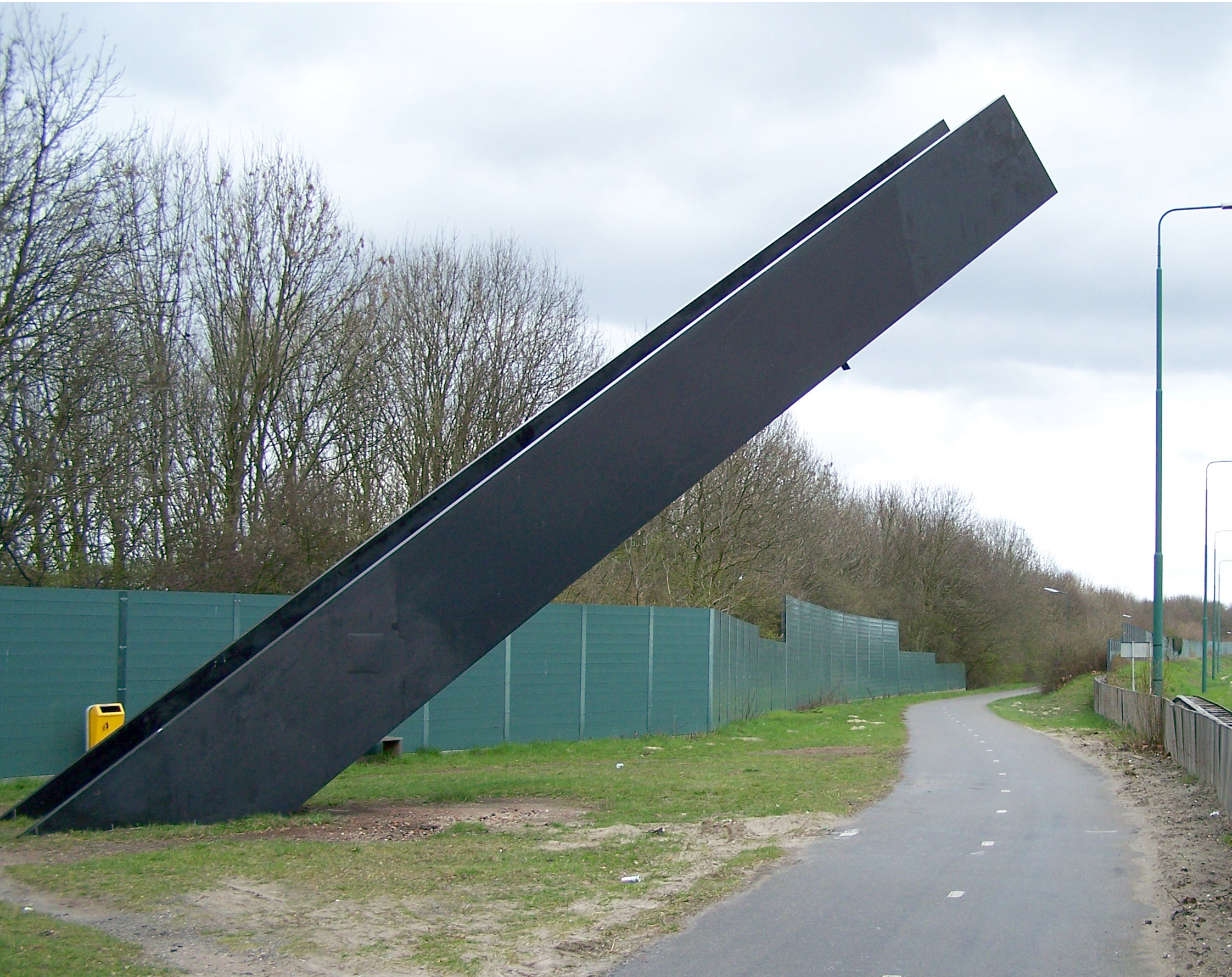
Орієнтир (1981), Маарсен
Перетин (1981), Гаага
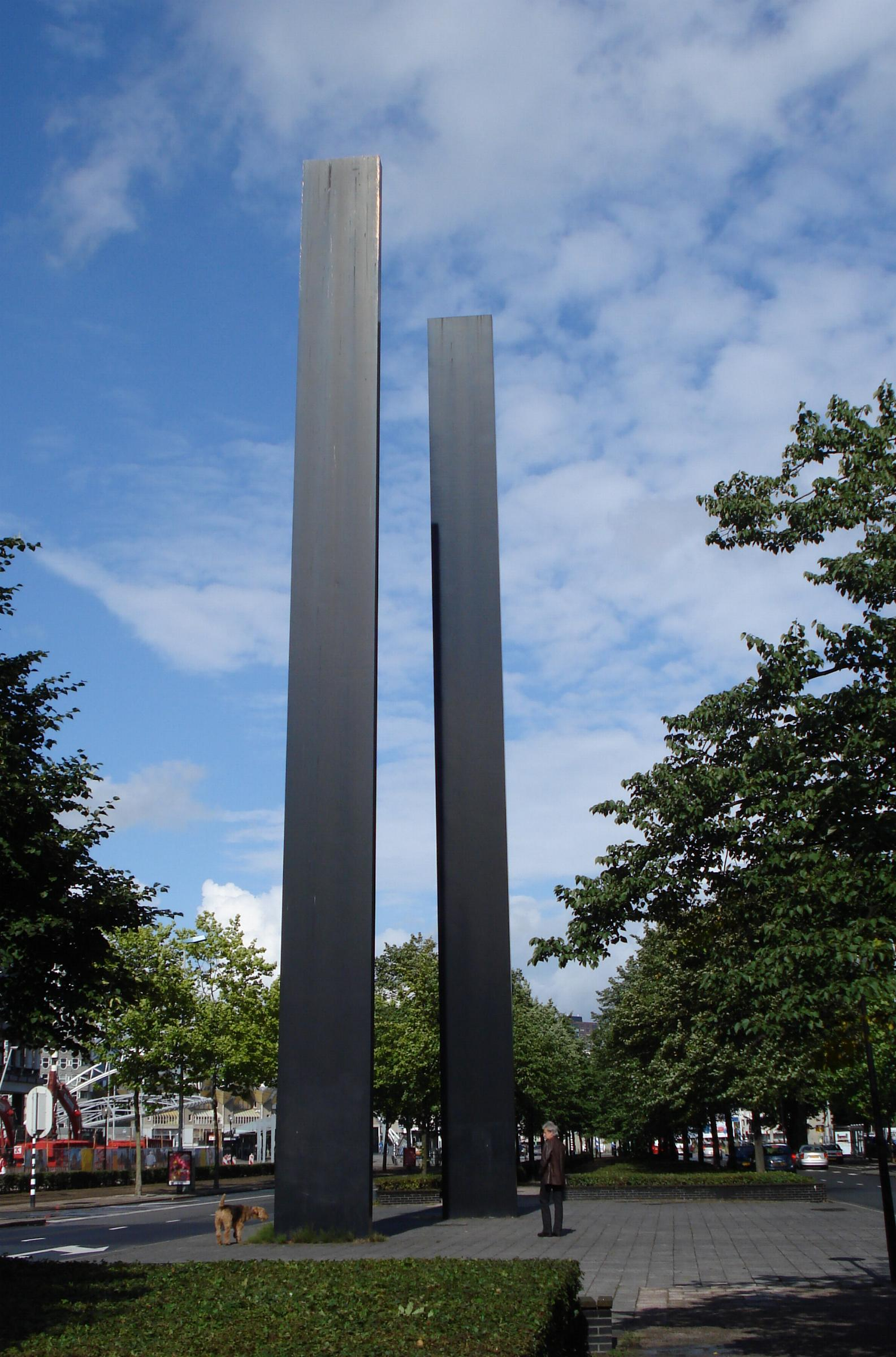
Річка, (1984), Роттердам
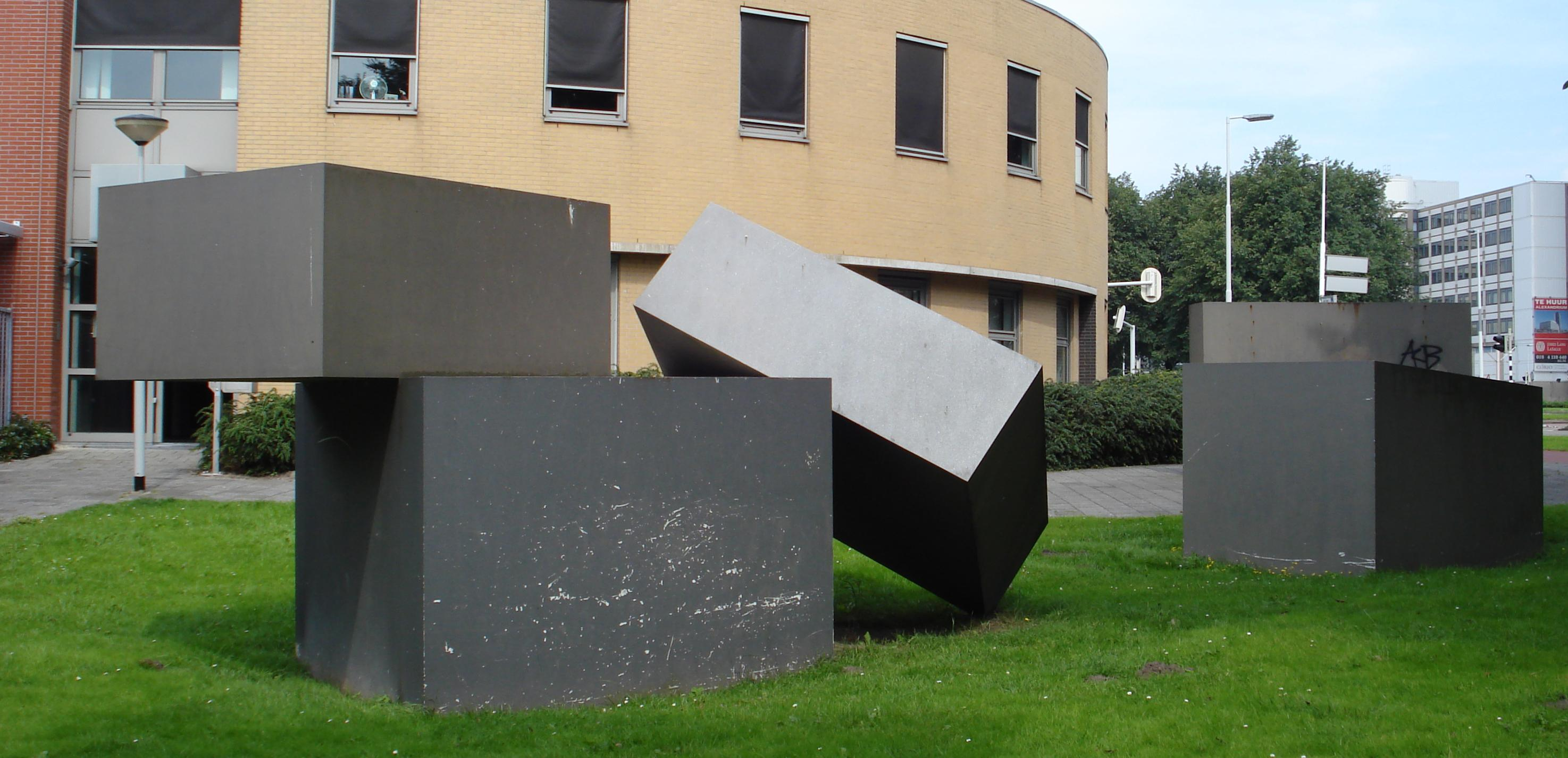
Без назви (1989), Роттердам
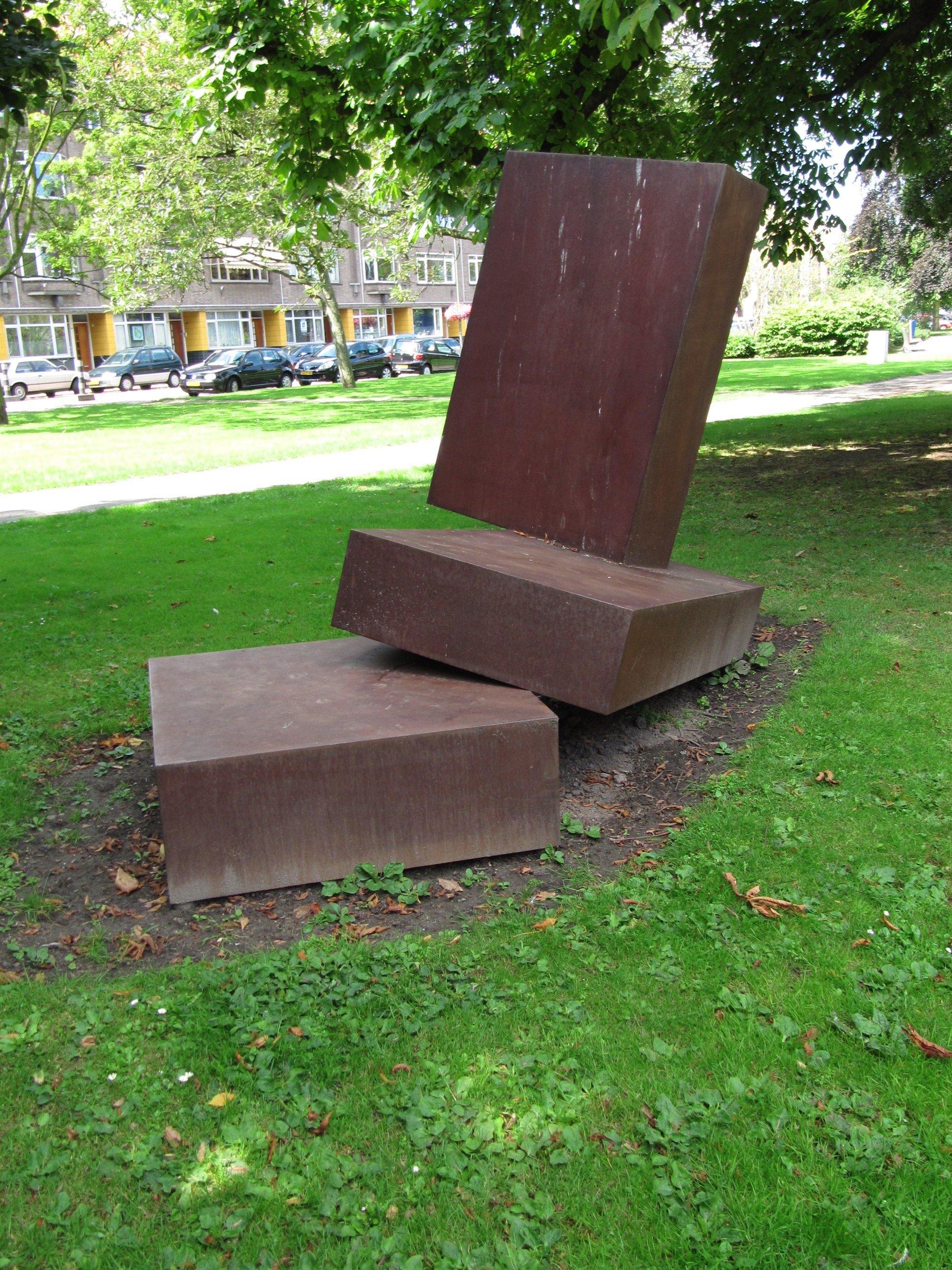
Антипод (2007), Східам
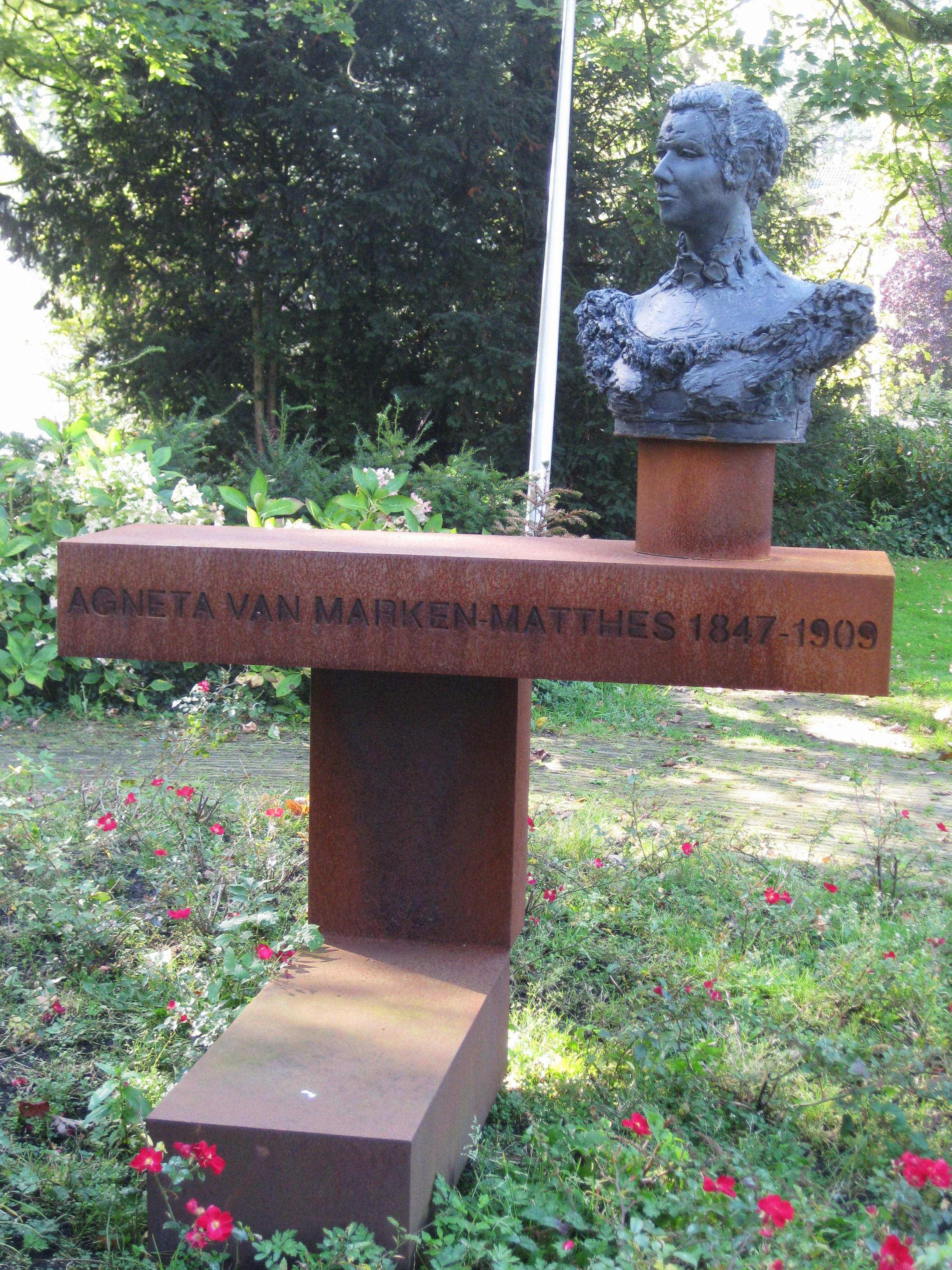
Пам'ятник Агнети ван Маркен-Маттес (2009), Делфт